# Raquetebol nos Jogos Pan-Americanos de 2011 - Duplas femininas
A competição das duplas femininas foi um dos eventos do raquetebol nos Jogos Pan-Americanos de 2011, em Guadalajara. Foi disputada no Complexo de Raquetebol entre os dias 17 e 22 de outubro.

## Calendário
Horário local (UTC-6).
| Data          | Horário | Fase             |
| ------------- | ------- | ---------------- |
| 17 de outubro | 8:00    | Grupos           |
| 18 de outubro | 8:00    | Grupos           |
| 19 de outubro | 8:00    | Oitavas-de-final |
| 20 de outubro | 8:00    | Quartas-de-final |
| 21 de outubro | 8:00    | Semifinal        |
| 22 de outubro | 10:00   | Final            |

## Medalhistas
| Ouro   | MEX Paola Longora e Samantha Salas                              |
| Prata  | USA Rhonda Rajsich e Aimee Ruiz                                 |
| Bronze | ECU María Muñoz e María Córdova CHI Ángela Grisar e Carla Muñoz |

## Resultados

### Grupo A
| Nome                                | J | V | D | GF | GC | PF | PC | Pontos |
| ----------------------------------- | - | - | - | -- | -- | -- | -- | ------ |
| MEX Paola Longoria / Samantha Salas | 2 | 2 | 0 | 4  | 0  | 60 | 6  | 4      |
| CHI Ángela Grisar / Carla Muñoz     | 2 | 1 | 1 | 2  | 3  | 34 | 58 | 3      |
| DOM Claudine García / Yira Portes   | 2 | 0 | 2 | 1  | 4  | 29 | 59 | 2      |

### Grupo B
| Nome                               | J | V | D | GF | GC | PF | PC | Pontos |
| ---------------------------------- | - | - | - | -- | -- | -- | -- | ------ |
| USA Rhonda Rajsich / Aimee Ruiz    | 2 | 2 | 0 | 4  | 0  | 60 | 23 | 4      |
| ECU María Córdova / María Muñoz    | 2 | 1 | 1 | 2  | 2  | 39 | 48 | 3      |
| VEN Islhey Paredes / Mariana Tobón | 2 | 0 | 2 | 0  | 4  | 32 | 60 | 2      |

### Grupo C
| Nome                                      | J | V | D | GF | GC | PF | PC | Pontos |
| ----------------------------------------- | - | - | - | -- | -- | -- | -- | ------ |
| BOL Cintia Loma / Jenny Daza              | 2 | 2 | 0 | 4  | 0  | 60 | 21 | 4      |
| ARG Veronique Guillemette / Dafne Macrino | 2 | 1 | 1 | 2  | 2  | 43 | 50 | 3      |
| CAN Josée Grand'Maître / Brandi Jacobson  | 2 | 0 | 2 | 0  | 4  | 28 | 60 | 2      |

### Fase final
| Oitavas-de-final | Oitavas-de-final                           | Oitavas-de-final | Oitavas-de-final | Oitavas-de-final |  |  | Quartas-de-final | Quartas-de-final                            | Quartas-de-final | Quartas-de-final | Quartas-de-final |  |  | Semifinal | Semifinal                             | Semifinal | Semifinal | Semifinal |  |  | Final | Final                                 | Final | Final | Final |
|                  |                                            |                  |                  |                  |  |  |                  |                                             |                  |                  |                  |  |  |           |                                       |           |           |           |  |  |       |                                       |       |       |       |
|                  |                                            |                  |                  |                  |  |  |                  |                                             |                  |                  |                  |  |  |           |                                       |           |           |           |  |  |       |                                       |       |       |       |
|                  |                                            |                  |                  |                  |  |  | 1                | MEX Paola Longoria MEX Samantha Salas       | 15               | 15               |                  |  |  |           |                                       |           |           |           |  |  |       |                                       |       |       |       |
| 8                | CAN Josée Grand'Maître CAN Brandi Jacobson | 15               | 15               |                  |  |  |                  | CAN Josée Grand'Maître CAN Brandi Jacobson  | 1                | 2                |                  |  |  |           |                                       |           |           |           |  |  |       |                                       |       |       |       |
| 9                | VEN Islhey Paredes VEN Mariana Tobón       | 6                | 13               |                  |  |  |                  |                                             |                  |                  |                  |  |  | 1         | MEX Paola Longoria MEX Samantha Salas | 15        | 15        |           |  |  |       |                                       |       |       |       |
|                  |                                            |                  |                  |                  |  |  |                  |                                             |                  |                  |                  |  |  | 5         | CHI Ángela Grisar CHI Carla Muñoz     | 5         | 5         |           |  |  |       |                                       |       |       |       |
|                  |                                            |                  |                  |                  |  |  | 5                | CHI Ángela Grisar CHI Carla Muñoz           | 15               | 15               |                  |  |  |           |                                       |           |           |           |  |  |       |                                       |       |       |       |
|                  |                                            |                  |                  |                  |  |  | 4                | ARG Veronique Guillemette ARG Dafne Macrino | 12               | 6                |                  |  |  |           |                                       |           |           |           |  |  |       |                                       |       |       |       |
|                  |                                            |                  |                  |                  |  |  |                  |                                             |                  |                  |                  |  |  |           |                                       |           |           |           |  |  | 1     | MEX Paola Longoria MEX Samantha Salas | 15    | 5     | 11    |
|                  |                                            |                  |                  |                  |  |  |                  |                                             |                  |                  |                  |  |  |           |                                       |           |           |           |  |  | 2     | USA Rhonda Rajsich USA Aimee Ruiz     | 12    | 15    | 5     |
|                  |                                            |                  |                  |                  |  |  | 3                | BOL Cintia Loma BOL Jenny Daza              | 10               | 15               | 7                |  |  |           |                                       |           |           |           |  |  |       |                                       |       |       |       |
|                  |                                            |                  |                  |                  |  |  | 6                | ECU María Córdova ECU María Muñoz           | 15               | 2                | 11               |  |  |           |                                       |           |           |           |  |  |       |                                       |       |       |       |
|                  |                                            |                  |                  |                  |  |  |                  |                                             |                  |                  |                  |  |  | 6         | ECU María Córdova ECU María Muñoz     | 8         | 5         |           |  |  |       |                                       |       |       |       |
|                  |                                            |                  |                  |                  |  |  |                  |                                             |                  |                  |                  |  |  | 2         | USA Rhonda Rajsich USA Aimee Ruiz     | 15        | 15        |           |  |  |       |                                       |       |       |       |
|                  |                                            |                  |                  |                  |  |  | 7                | DOM Claudine García DOM Yira Portes         | 2                | 6                |                  |  |  |           |                                       |           |           |           |  |  |       |                                       |       |       |       |
|                  |                                            |                  |                  |                  |  |  | 2                | USA Rhonda Rajsich USA Aimee Ruiz           | 15               | 15               |                  |  |  |           |                                       |           |           |           |  |  |       |                                       |       |       |       |
|                  |                                            |                  |                  |                  |  |  |                  |                                             |                  |                  |                  |  |  |           |                                       |           |           |           |  |  |       |                                       |       |       |       |